# Olivia Nicholls
Olivia Nicholls (* 26. Oktober 1994 in Norwich, England) ist eine britische Tennisspielerin.

## Karriere
Nicholls spielt hauptsächlich auf Turnieren der ITF Women’s World Tennis Tour, bei der sie mit wechselnden Partnerinnen bislang 19 Titel im Doppel gewinnen konnte.
Am 22. Juni 2025 gewann sie mit ihrer slowakischen Partnerin Tereza Mihalíková erstmals ein WTA-500-Turnier, als sie in Berlin das italienische Duo Sara Errani und Jasmine Paolini mit 4:6, 6:2, 10:6 besiegten.

## Turniersiege

### Doppel
| Nr. | Datum              | Turnier             | Kategorie      | Belag             | Partnerin         | Finalgegnerinnen                            | Ergebnis          |
| --- | ------------------ | ------------------- | -------------- | ----------------- | ----------------- | ------------------------------------------- | ----------------- |
| 1.  | 14. November 2015  | Bath                | ITF $25.000    | Hartplatz (Halle) | Sarah Beth Askew  | Freya Christie Lisa Whybourn                | 1:6, 6:4, [10:2]  |
| 2.  | 18. Februar 2016   | Wirral              | ITF $10.000    | Hartplatz (Halle) | Sarah Beth Askew  | Veronica M. Corning Harriet Dart            | 6:2, 1:6, [10:8]  |
| 3.  | 23. September 2016 | Wirral              | ITF $10.000    | Hartplatz (Halle) | Sarah Beth Grey   | Dasha Ivanova Margot Yerolimos              | 6:2, 1:6, [10:8]  |
| 4.  | 5. November 2016   | Sheffield           | ITF $10.000    | Hartplatz (Halle) | Sarah Beth Grey   | Mia Nicole Eklund Nika Schytkouskaja        | 7:63, 7:5         |
| 5.  | 10. November 2016  | Shrewsbury          | ITF $10.000    | Hartplatz (Halle) | Sarah Beth Grey   | Alicia Barnett Lauren McMinn                | 6:3, 6:3          |
| 6.  | 10. Februar 2017   | Edgbaston           | ITF $15.000    | Hartplatz (Halle) | Sarah Beth Grey   | Alicia Barnett Lauren McMinn                | 6:3, 6:3          |
| 7.  | 23. September 2017 | Madrid              | ITF $15.000    | Hartplatz         | Alicia Barnett    | Marina Bassols Ribera Júlia Payola          | 6:1, 6:2          |
| 8.  | 17. März 2018      | Ramat haScharon     | ITF $15.000    | Hartplatz         | Alicia Barnett    | Charlotte Roemer Caroline Werner            | 6:4, 7:64         |
| 9.  | 24. März 2018      | Tel Aviv            | ITF $15.000    | Hartplatz         | Alicia Barnett    | Mathilde Armitano Elixane Lechemia          | 7:63, 6:3         |
| 10. | 13. April 2018     | Óbidos              | ITF $25.000    | Teppich           | Sarah Beth Grey   | Ann Sophie Mestach Nina Stojanovic          | 4:6, 7:64, [10:6] |
| 11. | 20. April 2018     | Óbidos              | ITF $25.000    | Teppich           | Sarah Beth Grey   | Jessika Ponchet Hanna Posnichirenko         | 6:2, 6:1          |
| 12. | 9. November 2018   | Shrewsbury          | ITF $25.000    | Hartplatz (Halle) | Sarah Beth Grey   | Tayisiya Morderger Yana Morderger           | 0:6, 6:3, [10:4]  |
| 13. | 29. Februar 2020   | Sunderland          | ITF W25        | Hartplatz (Halle) | Alicia Barnett    | Celia Cerviño Ruiz María Gutiérrez Carrasco | 6:4, 7:66         |
| 14. | 19. Juni 2021      | Figueira da Foz     | ITF W25        | Hartplatz         | Alicia Barnett    | Berfu Cengiz Anastassija Tichonowa          | 6:3, 7:63         |
| 15. | 16. April 2022     | Bellinzona          | ITF W60        | Sand              | Alicia Barnett    | Xenia Knoll Oxana Selechmetjewa             | 67:7, 6:4, [10:7] |
| 16. | 6. August 2022     | Grodzisk Mazowiecki | ITF W100       | Hartplatz         | Alicia Barnett    | Vivian Heisen Katarzyna Kawa                | 6:1, 7:63         |
| 17. | 27. August 2022    | Granby              | WTA 250        | Hartplatz         | Alicia Barnett    | Harriet Dart Rosalie van der Hoek           | 5:7, 6:3, [10:1]  |
| 18. | 11. März 2023      | Trnava              | ITF W60        | Hartplatz (Halle) | Alicia Barnett    | Amina Anschba Anastasia Dețiuc              | 6:3, 6:3          |
| 19. | 22. Juli 2023      | Vitoria-Gasteiz     | ITF W100       | Hartplatz         | Alicia Barnett    | Estelle Cascino Diāna Marcinkēviča          | 6:3, 6:4          |
| 20. | 27. Januar 2024    | Porto               | ITF W75+H      | Hartplatz (Halle) | Sarah Beth Grey   | Francisca Jorge Matilde Jorge               | 4:6, 6:3, [10:6]  |
| 21. | 3. März 2024       | Austin              | WTA 250        | Hartplatz         | Olivia Gadecki    | Katarzyna Kawa Bibiane Schoofs              | 6:2, 6:4          |
| 22. | 16. März 2024      | Charleston          | WTA Challenger | Hartplatz         | Olivia Gadecki    | Sara Errani Tereza Mihalíková               | 6:2, 6:1          |
| 23. | 22. Juni 2025      | Berlin              | WTA 500        | Rasen             | Tereza Mihalíková | Sara Errani Jasmine Paolini                 | 4:6, 6:2, [10:6]  |